# MC Frontalot
MC Frontalot (nascido como Damian Hess em 3 de dezembro de 1973) é um rapper norte-americano, que se auto-intitula "o 579º maior rapper do mundo".[carece de fontes?] É considerado o pioneiro e principal representante do gênero nerdcore hip hop, que combina a música hip hop com elementos da cultura nerd.

## Discografia

### Álbuns
- Nerdcore Hiphop (demo gratuito)
- Nerdcore Rising (2005)
- Secrets from the Future (2007)
- Final Boss (2008)
- Zero Day (2010)
- Solved (2011)
- Question Bedtime (2014)